# Salif Cissé
Salif Cissé est un acteur, scénariste et réalisateur français.

## Biographie
Né en 1993 d'une mère sénégalaise assistante médicale et d'un père malien routier, Salif Cissé grandit à la Cité des 4000 à La Courneuve. Il découvre le jeu en terminale au lycée Jacques-Brel. Après un bac option théâtre, il enchaîne avec une formation au Conservatoire du 1er puis du 8e arrondissement de Paris dont il sort diplômé en 2017. Alors qu'il joue la pièce Sainte Jeanne des Abattoirs de Bertolt Brecht à la MC2 de Grenoble dans une mise-en-scène de Marie Lamachère, un des comédiens lui conseille de présenter le concours d'entrée au Conservatoire national supérieur d'art dramatique (CNSAD), qu'il réussit. 
En 2019, la directrice du conservatoire, Claire Lasne-Darcueil demande au réalisateur Guillaume Brac d'écrire un long-métrage pour des comédiens issus de l'école : ce sera le film À l'abordage, pour lequel Salif Cissé est choisi avec douze de ses camarades parmi un ensemble de trente comédiens de sa promotion. 
Après que Salif Cissé est sorti diplômé du CNSAD en 2020, il gagne ainsi un début de notoriété dans le rôle de Chérif, un des trois personnages principaux de ce film qui sera présenté et récompensé à la 70e Berlinale puis diffusé sur Arte en 2021 et enfin en salles : « Le lendemain de sa diffusion, je suis allé acheter un tournevis. Dans le magasin, un vigile me dit : “ Mais… je t’ai vu hier à la télé…” » (…) « Je n’en revenais pas ! ». Pour ce rôle, Cissé est pré-sélectionné pour les Révélations des Césars 2022.
Il enchaîne depuis les rôles au théâtre, au cinéma et dans des séries, s'essayant également à l'écriture de scénario sur les séries Couronnes et Reusss en 2020 et 2022 ainsi qu'à la réalisation avec son court-métrage Alliés en 2023.
Il obtient son premier premier rôle au cinéma dans le film Le Répondeur de Fabienne Godet en 2025, qui reçoit le prix du public au 28e festival international du film de comédie de l'Alpe d'Huez.
Par ailleurs, il co-présente depuis 2022 l'émission hebdomadaire Moins de 10k sur Mouv' consacrée à la découverte des artistes émergents.

## Filmographie

### Cinéma

#### Longs métrages
- 2020 : À l'abordage de Guillaume Brac : Chérif
- 2021 : En passant pécho de Julien Royal
- 2022 : Frère et sœur d'Arnaud Desplechin : Le pharmacien
- 2022 : L'Enfant du paradis de Salim Kechiouche : Sid
- 2023 : Youssef Salem a du succès de Baya Kasmi : Le serveur soirée Lise
- 2023 : L'Amour et les Forêts de Valérie Donzelli : L'interne
- 2024 : La Vie de ma mère de Julien Carpentier : Ibou
- 2024 : Juliette au printemps de Blandine Lenoir : Pollux
- 2024 : Le Beau rôle de Victor Rodenbach : David
- 2025 : Spectateurs ! d'Arnaud Desplechin : Paul 30 ans
- 2025 : Love Me Tender d'Anna Cazenave Cambet : Expert psychiatre
- 2025 : Le Répondeur de Fabienne Godet : Baptiste
- 2025 : Météors d'Hubert Charuel : Tony Mathurin
- 2026 : Frangin Frangine de Julie-Anne Roth

#### Courts métrages
- 2017 : L'amour du risque d'Emma Benestan
- 2019 : La danse à venir de Maxime Capello : Ghislain
- 2022 : La dernière étoile de Lucie Margueritte : Malik
- 2022 : À l'ombre de l'après-midi de Marin Gérard : Adrien
- 2022 : Les mécaniques des tournesols d'Albane Bisleur, Yassaf Kocis, Valentine Gaffinel, Sarah El Karkouri et Marie Snackenbourg : Ernest
- 2022 : Dérive de Fanny Chesnel

##### Réalisateur
- 2023 : Alliés (réalisateur et scénariste)

### Séries
- 2019 : Mental de Marine Maugrain-Legagneur et Victor Lockwood, réalisée par Slimane-Baptiste Behroun : Idriss
- 2020 : Couronnes de Salif Cissé, réalisée par Julien Carpentier : Ousmane
- 2021 : Narvalo - Saison 2 de Matthieu Longatte
- 2021 : OVNI(s) - Saison 2 de Clémence Dargent, Raphaëlle Richet, Martin Douaire et Maxime Berthemy, réalisée par Antony Cordier : Réparateur PTT
- 2022 : Endless Night d'Emmanuel Voisin, Julie-Anna Grignon et Sophie Dab, réalisée par David Perrault : Idris
- 2022 : Irma Vep d'Olivier Assayas : le fan d'Herman
- 2023 : Lupin - saison 2 de George Kay et François Uzan, réalisée par Éric Valette : Jean-Luc Keller 1998
- 2023 : La Fièvre d'Eric Benzekri, réalisée par Ziad Doueiri : Yellow Submarine
- 2025 : Paolo de Sébastien Marnier

#### Scénariste
- 2020 : Couronnes de Salif Cissé, réalisée par Julien Carpentier
- 2022 : ReuSSS de Jérôme Larcher et Catherine Regula, réalisée par Mohamed Chabane-Chaouche et Théo Jourdain

## Théâtre
- 2016 : Sainte Jeanne des Abattoirs de Bertolt Brecht, mise en scène Marie Lamachère
- 2017 : M'appelle Mohamed Ali, textes de Dieudonné Niangouna, Walt Whitman, Aline Belibi, mise en scène d'Aline Belibi
- 2018 : Claire, Anton et Eux de François Cervantès
- 2019 : Les Sincères de Marivaux, mise en scène Nada Strancar
- 2019 : Les Visionnaires de Jean Desmarets de Saint-Sorlin, mise en scène Nada Strancar
- 2019 : Et le cœur fume encore d'Alice Carré et Margaux Eskenazi mise en scène Margaux Eskenazi
- 2020 : N'oubliez pas vos ailes en sortant de Manon Chircen
- 2020 : N'ayez pas peur de François Cervantès
- 2022 : 1983 d'Alice Carré, mise en scène Margaux Eskenazi
- 2023 : Welfare d'après le film de Frederick Wiseman, adaptation et mise en scène Julien Deliquet
- 2025 : Je suis venu te chercher de Claire Lasne Darcueil